# Епископ будимски Арсеније
Арсеније (Стојковић, Мокрин, 28. октобар 1804 — Сентандреја, 29. март 1892) био је епископ Српске православне цркве.

## Световни живот
Епископ Арсеније (Стојковић) рођен је 28. октобра 1804. године у Мокрину, где му је отац Трифун био ђакон и учитељ. Основну школу учио је у Мокрину и Сентивану - где је отац постављен за свештеника. Гимназију је почео учити у Сегедину, а 1823-1824. године похађао је у Темишвару. После успешно завршене учитељске школе у Сомбору (1822) окончао је Богословију у Вршцу (1825). У вршачкој богословији му је предавао Арсеније Нако, са којим се сприљатељио и који ће му остати велика подршка у даљем животу. После завршене богословске школе студирао је филозофију у Сегедину 1826-1827. године и права у Пешти 1828-1829. године.

## Монашки живот
Искушенички стаж је провео уз свог некадашњег професора а сада архимандрита Арсенија Нака, у манастиру Раковцу од 1829. године. Замонашио га је 1830. године у манастиру Раковцу протосинђел Пантелејмон (Живковић), заменик архимандрита раковачког Антонија (Накоа), потоњег епископа темишварског. Задржао је и у монаштву световно име Арсеније. По рукоположењу у чин ђакона био је придворни ђакон митрополита Стефана (Стратимировића) и професор Богословије у Карловцима. У чин протођакона произведен је 1831, а у чин архиђакона 1833. године. Неколико година био је и конзисторијални бележник Архидијецезе сремско-карловачке. Као професор богословије произведен је 1839. године за архимандрита манастира Раковца, а 1845. године премештен је за архимандрита манастира Гргетега. После смрти епископа бачког Георгија (Хранислава) 1843. године био је прво мандатар, па затим осам година администрирао је Бачком епархијом. Предавао је у истовремено на карловачкој Богословији 1830-1842. године, предмете "Риторика" (реторика) и "Пастирско богословље", по плану који је он саставио.
За епископа будимског изабран је 10. новембра 1852, а посветио га је у карловачкој саборној цркви 28. априла 1853. године. српски патријарх Јосиф Рајачић. У овој епархији остао је скоро четрдесет година, боравећи у својој резиденцији у Сентандреји. После смрти српског патријарха Самуила Маширевића постављен је 1870. године за администратора Српске патријаршије у Сремским Карловцима, а 1872. године смењен са тог положаја. Приликом избора патријарха 1874. године изабран је једногласно за архиепископа карловачког и патријарха српског. Иако је међу Србима одмах био означен као "Арсеније V", тадашња аустроугарска власт га није хтела потврдити, тако да није могао постати патријарх. Исто то се поновило и 1881, када је изабран за патријарха већином гласова. Оба пута га је цар одликовао, али га није хтео потврдити за патријарха.
Био је Стојковић Витез реда гвоздене круне I степена (1881) и Великокрстник Франц-Јозефовог реда (1872). Он је и царски прави тајни саветник и члан Горњег дома угарског Сабора.
Умро је у дубокој старости на празник "Цвети" 29. марта 1892. у Сентандреји и сахрањен је у Сентандрејској саборној цркви.